# Rossioglossum
 Rossioglossum es un género con seis especies de orquídeas epífitas. Originalmente clasificadas en el género Odontoglossum, sin embargo todavía se refieren las especies R. grande y R. insleayi como miembros de Odontoglossum para registrar híbridos y con el propósito de los galardones AOS.

## Descripción
Las flores son grandes con bandas de color marrón-rojizo 
Los sépalos de las flores son estrechos, de color amarillo-verdoso con manchas pardas; los pétalos son más anchos, pardos en su base y amarillos en las puntas. El labelo es de una coloración cremosa. Orquídea conocida como Tigre.

## Distribución y Hábitat
Se encuentran en Guatemala, Panamá y México Honduras-
Su hábitat normal es de montaña sobre los 1200 hasta los 2.000 metros sobre el nivel del mar, por lo tanto requiere de temperaturas frescas, nocturnas sobre los 10 a 15 grados y diurnas no más de 22, es de crecimiento lento, le gusta la luz tamizada y es fácil de sufrir pudrición en las raíces si no tiene buen drenaje.

## Etimología
Nombrada de esta manera por John Ross, recolector de especímenes de planta en el México del siglo XIX para Barker.

Glossum de lengua.

## Especies Rossioglossum
- Rossioglossum grande  en peligro de extinción. En México, Guatemala, El Salvador y Honduras.
- Rossioglossum insleayi   amenazada. Nativa de México.
- Rossioglossum hagsaterianum muy parecido al R. splendens solo que de mayor tamaño, mexicana.
- Rossioglossum schleiperianum  (Rchb. f.) Garay & G. C. Kenn. De Costa Rica y Panamá.
- Rossioglossum splendens   amenazada. De México.
- Rossioglossum williamsianum  en peligro de extinción. De México, Guatemala, El Salvador y Honduras.
- Rossioglossum ampliatum Anteriormente descrito como Oncidium ampliatum o Chelyorchis ampliata, de Guatemala, El Salvador y Honduras. Único miembro de clima cálido.